# Wittlicher Senke

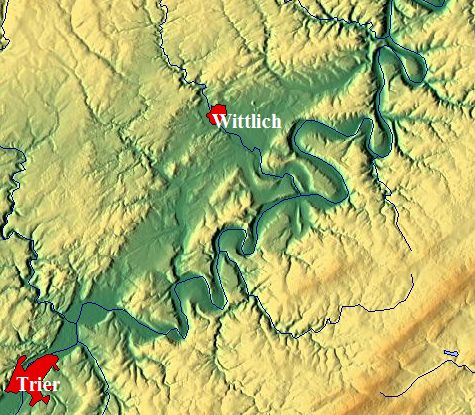
Reliefkarte

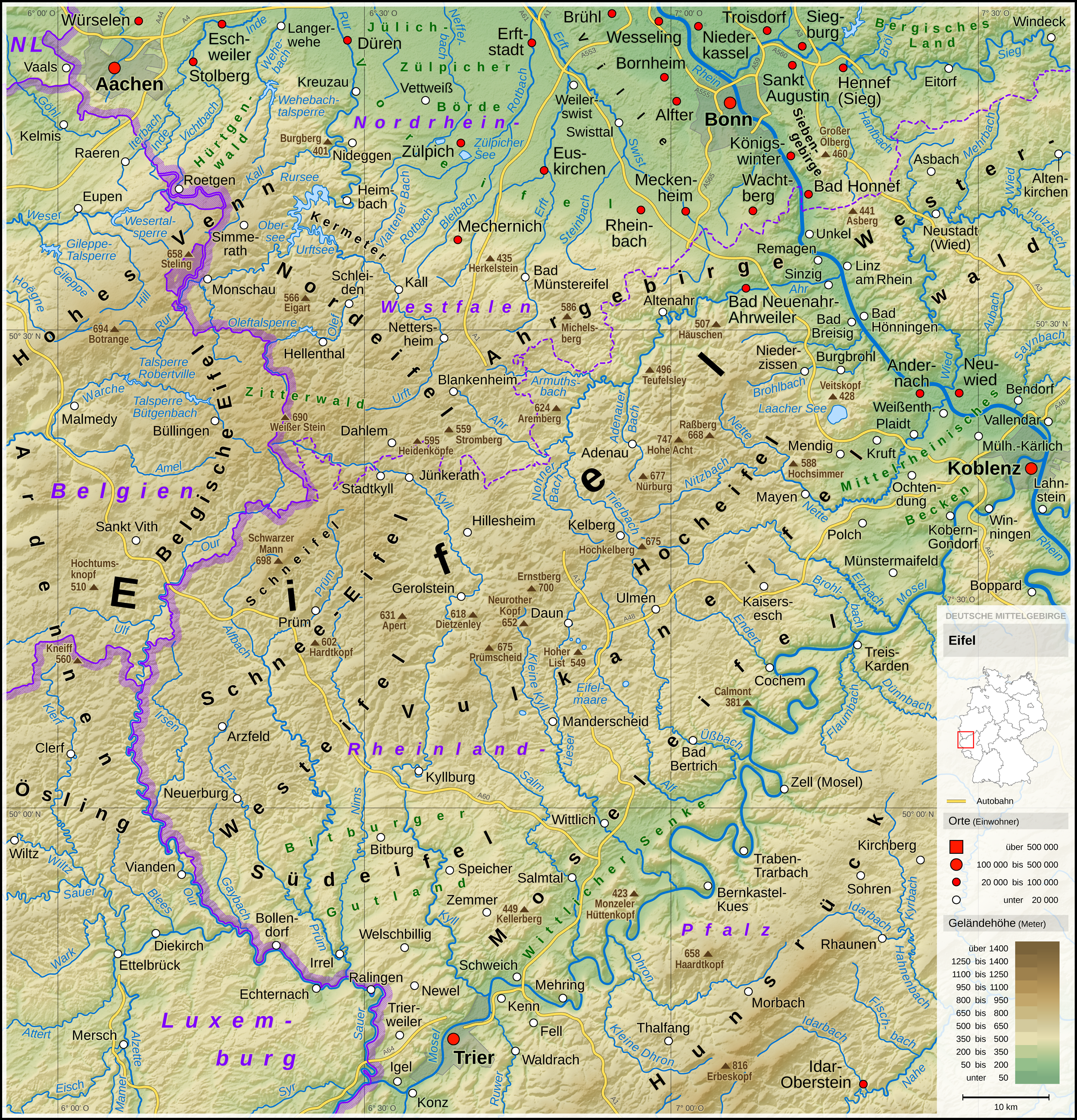
Lage der Wittlicher Senke am Südrand der Eifel

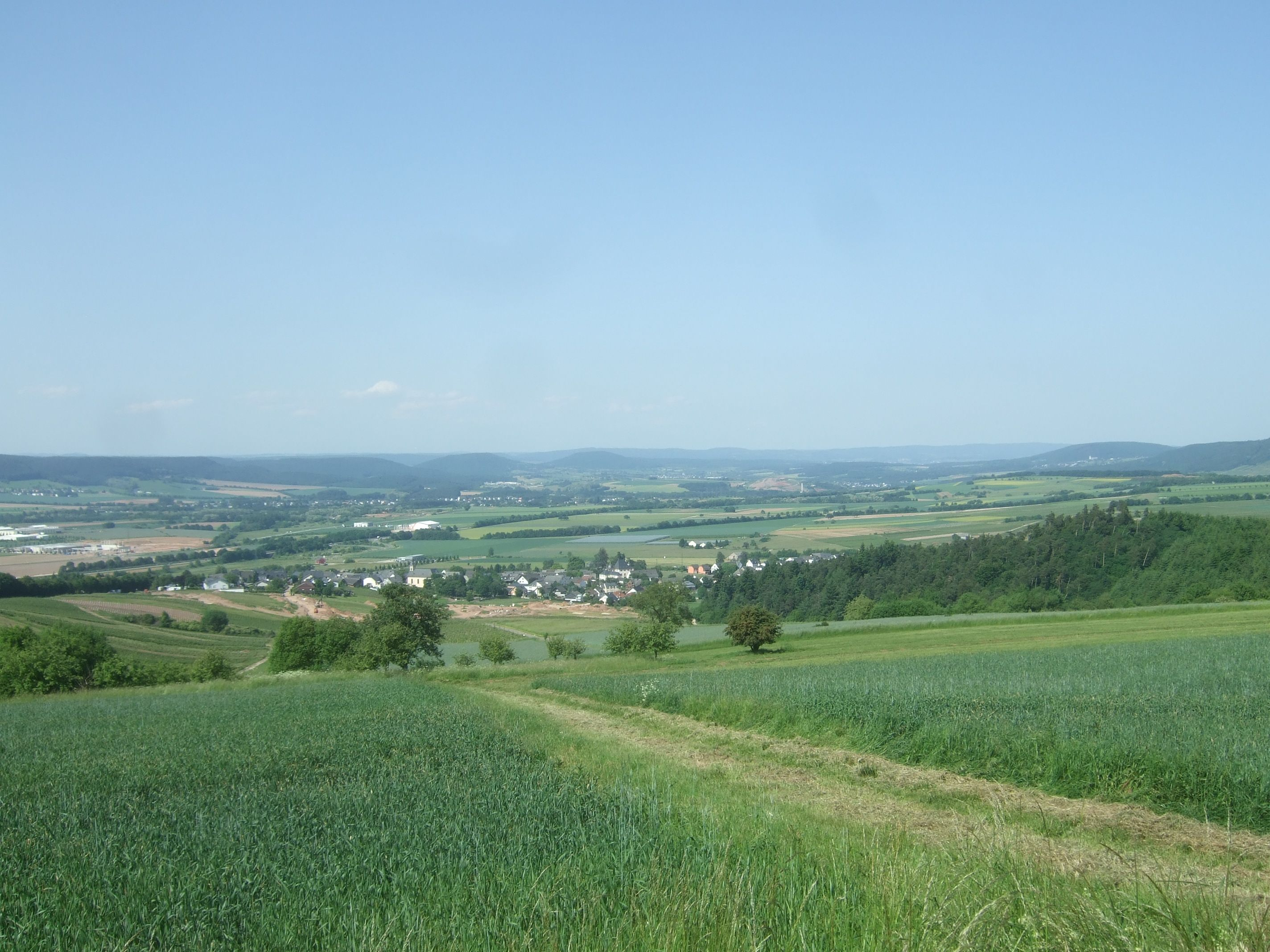
Wittlicher Senke bei Bekond

Die Wittlicher Senke (auch Wittlicher Rotliegend-Senke) ist die Fortsetzung des Trierer Tales in nordöstlicher Richtung. Sie ist nicht nur in der Landschaft als lang gestreckte Senke zu erkennen, sondern auch von der geologischen Struktur als Becken zu bezeichnen. Naturräumlich nimmt die Wittlicher Senke (251) eine von drei Haupteinheiten der Haupteinheitengruppe Moseltal (25) ein. Der Radweg Wittlicher Senke führt durch das Gebiet.

## Geographie
Die Wittlicher Senke verläuft auf etwa 45 km Länge von Schweich im Südwesten bis fast an die Mosel nordöstlich von Wittlich. Die Breite erreicht etwa 7 km. Die mittlere Höhe beträgt etwa 180 m ü. NN, ihren niedrigsten Punkt erreicht sie bei Wengerohr in der Nähe von Wittlich und an der Lieser, einem Nebenfluss der Mosel in Rheinland-Pfalz. Die Senke wird nach Nordwesten vom Meulenwald begrenzt, nach Südosten von den Moselbergen und im Osten vom Kondelwald.
Entwässert wird die Wittlicher Senke von der Lieser und ihren Nebenflüssen. Die geklüfteten Gesteine des Untergrunds führen im Vergleich zur Umgebung der Senke größere Grundwasservorkommen. Das Klima ist den milden Verhältnissen des Moseltales ähnlich. Aufgrund der geschützten Lage ist in der Talung Tabakanbau möglich.

### Naturräumliche Gliederung
Die Wittlicher Senke gliedert sich wie folgt:
- (zu 25 – Moseltal)
  - 251 Wittlicher Senke
    - 251.0 Südwestliche Wittlicher Senke[2]
      - 251.00 Föhrener Kuppenland (zwischen Schweich, Föhren und Bekond)
      - 251.01 Hetzerather Plateau (um Hetzerath)

    - 251.1 Zentrale Wittlicher Senke[2]
      - 251.10 Sehlemer Salmtal (Salm von Rivenich bis Salmtal)
      - 251.11 Dreiser Tal (zwischen Dreis und Wittlich)
      - 251.12 Wittlicher Tal (Wittlich und die Gebiete westnordwestlich und südsüdwestlich:
Lieser von Wittlich bis Platten; nordöstlich bis Bausendorf)

    - 251.2 Klausener Hügelland (von Klausen bis südlich von Wittlich)
    - 251.3 Bausendorfer Alftal (Alftal von Bausendorf bis unterhalb Bengel)

Die Größe der Wittlicher Senke wird vom Landesamt für Umwelt, Wasserwirtschaft und Gewerbeaufsicht Rheinland-Pfalz mit 179 km² geführt und vom Bundesamt für Naturschutz mit 239 km².

## Geologische Übersicht
Die sowohl in ihrer geologischen Struktur als auch in der heutigen Geländeform in Erscheinung tretende Senke entstand durch Absenkung des Gebietes bereits im Perm vor mehr als 250 Millionen Jahren. Sie ist als ein geologischer Graben anzusprechen, im Nordwesten durch die Wittlicher Hauptverwerfung im Südosten durch die südliche Randverwerfung begrenzt. Der Graben ist aufgrund von paläogeomorhologischen, tektonischen und sedimentologischen Kriterien als Pull-apart-Becken zu bezeichnen, mit einem linksseitigen Seitenverschiebungsbetrag von mehreren Kilometern. Die Wittlicher Hauptverwerfung ist eine Abschiebung mit einem vertikalen Versatz von bis zu 700–1000 m. Dies ist vor allem im südwestlichen Abschnitt der Senke der Fall, im nordöstlichen Abschnitt liegt die Füllung der Senke auch im Norden dem Untergrund flach muldenförmig auf, die Hauptverwerfung hat sich hier in ein Bündel einzelner Störungen aufgelöst.
Die Senke ist im variskisch geprägten Rheinische Schiefergebirge eingebrochen. Ihr Untergrund besteht demnach aus gefalteten und tektonisch beanspruchten Serien des Devon und Karbon. Dieser ältere Untergrund zeigt sich im Südosten in den mächtigen und einförmigen Hunsrückschiefer- und Taunusquarzit-Abfolgen des Unterdevons im Hunsrück und im Nordwesten in den unter- bis eventuell mitteldevonischen Schichten der Mosel- bzw. Olkenbacher Mulde, die bereits zur Eifel gehören.
Die Gesteine der eigentlichen Senke entstammen dem Rotliegend und werden stellenweise von jüngeren Schichten des Mittleren und Oberen Buntsandsteins sowie von tertiären und quartären Sedimenten überlagert. Wie die Lagerungsverhältnisse der jüngeren Schichten zeigen, war die Absenkung nicht nur im Perm, sondern auch in den nachfolgenden Perioden bis in die jüngste geologische Vergangenheit immer wieder aktiv. Selbst die tertiären und quartären Schichten zeigen Verwerfungsbeträge von bis zu 20 m.

## Geologische Entwicklung
Im Anschluss an die variskische Gebirgsbildung machten sich, begleitet von vulkanischen Ereignissen, isostatische Ausgleichsbewegungen dahingehend bemerkbar, dass es zur Ausbildung von im Gebirge liegenden (intramontanen) Senken kam. In diesen Senken sammelte sich ein Teil des Schutts des aufsteigenden Gebirges.
In der Wittlicher Senke kam es im Vergleich zu anderen intramontanen Senken des variskischen Gebirges erst sehr spät zu dieser Entwicklung. Ihre Füllung wird in Analogie zur südlich des Rheinischen Schiefergebirges liegenden Saar-Nahe-Becken in das Oberrotliegend gestellt. Im Gegensatz zu diesem kennt man in der Wittlicher Senke weder ältere permische noch karbonische Ablagerungen. Die Gliederung dieser Rotsedimente muss mangels Fossilien nach lithofaziellen Gesichtspunkten erfolgen, sich also auf die Ausbildung der Gesteine stützen.
Erosionsreste von Rotliegendsedimenten unter Buntsandstein im Eifel- und Hunsrückgebiet zeigen, dass die Sedimentation auch über den eigentlichen Beckenbereich hinaus gegriffen hat.
Die den NW-Rand bildende Wittlicher Hauptrandverwerfung scheint während des gesamten Oberrotliegenden aktiv gewesen zu sein. Diese Ansicht wird durch Konglomeratschüttungen in allen Schichtgliedern gestützt, die sich zur Beckenmitte mit zeitgleichen, aber feinkörnigeren klastischen Ablagerungen verzahnen. Mit zunehmender Sprunghöhe der Wittlicher Hauptrandverwerfung – der Versatz liegt zwischen 800–900 m im SW und 0 m im NE – verlagert sich die Achse der Senke aus der Mitte gegen NW, um schließlich mit der Hauptrandverwerfung zusammenzufallen. Daraus ergibt sich insbesondere im SW-Abschnitt innerhalb des Grabens eine nach NW geneigte Platte, ein stark asymmetrisches Becken. Am SE Rand zeigen die Rotliegend-Schichten, abgesehen von der Randverwerfung, flexurartiges Umbiegen zum Senkeninneren begleitet von Dehnungsbrüchen geringer Sprunghöhe.

### Schichtenfolge
Den Untergrund der Rotliegend-Abfolge bilden gefaltete unterdevonische bis mitteldevonische Schichten. Im Senkeninneren liegt unter der Grabenfüllung eine Aufschiebung, die Hunsrückschiefer auf mitteldevonische Wissenbacher Schiefer aufschiebt.
Die Sedimentfüllung der Wittlicher Senke wurde im Perm mit ca. 900–1000 m Rotliegend-Sedimenten verfüllt. In ihren tieferen Teilen besteht die Füllung aus Fanglomeraten und Brekzien, die den älteren Untergrund diskordant überlagern. Darüber folgt ein Rhyolith-Tuff (Ignimbrit) unbekannter Herkunft. Im Hangenden dieser Pyroklastika sind erneut grobe klastische Gesteine, die Oberen Konglomerate, zur Ablagerung gekommen. In dieses Schichtglied schaltet sich zum Hangenden und zum Beckenzentrum hin zunehmend feineres klastisches Material ein. Nach den Stratigraphischen Tabellen des Landesamtes für Geologie und Bergbau Rheinland-Pfalz wird das Rotliegend in folgende lithostratigraphische Formationen untergliedert:
- Altrich-Formation (mit Wittlich-, Salmtal-, Berlingen- und Neuerburg-Subformation)
- Kinderbeuern-Formation (mit Bengel-, Bausendorf- und Sengbüsch-Subformationen)
- Ürzig-Formation (mit Springiersbach-, Ignimbrit- und Engelsberg-Subformation)

Die Schichten des Rotliegenden werden vom Mittleren Buntsandstein überlagert. Im Südwesten enden die an der Oberfläche aufgeschlossenen Gesteine der Senke am geschlossenen Buntsandsteingebiet der Trierer Bucht. Die Buntsandsteinvorkommen innerhalb der Wittlicher Senke beschränken sich nur noch auf Relikte, wie Burgberg, Astberg und ein Vorkommen unterhalb der Ortschaft Bergweiler. Diskutiert wird, ob nur Mittlerer oder auch Unterer Buntsandstein zur Ablagerung gekommen ist.
Aus der jüngeren Erdgeschichte sind nur sehr begrenzte Gesteinsvorkommen vorhanden. Mittelkretazisches Alter weisen die Basaltschlote östlich von Wittlich, am Lüxeberg und am Neuerburger Kopf auf. Flussablagerungen des Tertiärs in der SW-Eifel, die randlich auch auf die Senke übergreifen, konnten den obereozänen bis oligozänen Vallendar-Schottern zugeordnet werden.
Im Quartär kam es zur Ausräumung der Wittlicher Senke, so dass die jüngeren Deckschichten und ein Teil der Rotliegend-Schichten durch Erosion abgetragen wurden. Erhalten gebliebene Pleistozänablagerungen werden teilweise einer Unterstufe der Hauptterrasse sowie der Oberen Mittelterrasse der Mosel zugesprochen.

## Verkehr
Die Bundesautobahn 1, die Landesstraße 141 und die Moselstrecke führen durch die Wittlicher Senke. Der Radweg Wittlicher Senke zwischen Wittlich und Schweich und der Salm-Radweg zwischen Dreis und Klüsserath führen durch das Gebiet.